# Zusatzweiterbildung Ärztliches Qualitätsmanagement
Die Zusatzweiterbildung Ärztliches Qualitätsmanagement ist eine in der Musterweiterbildungsordnung der deutschen Bundesärztekammer von 2018 (MWBO) aufgeführte Zusatzweiterbildung im Bereich Ärztliches Qualitätsmanagement für Ärzte aller Fachgebiete.

## Definition
Die Zusatzweiterbildung Ärztliches Qualitätsmanagement umfasst die Grundlagen für eine kontinuierliche Verbesserung von Strukturen, Prozessen und Ergebnissen in der medizinischen Versorgung.

## Mindestanforderung
Um die Zusatzbezeichnung Ärztliches Qualitätsmanagement führen zu dürfen, müssen Ärzte
- über 24 Monaten Weiterbildung in einem Gebiet verfügen und
- einen Weiterbildungskurs in Ärztlichem Qualitätsmanagement mit einem Umfang von 200 Stunden absolviert haben.[1][2]

Bei der Anmeldung zur Weiterbildungsprüfung müssen der zuständigen Ärztekammer sämtliche Nachweise über die erfüllten Mindestanforderungen vorgelegt werden. Dazu gehören auch die Logbuch-Dokumentationen über alle durch die MWBO vorgegebenen Inhalte der Weiterbildung.

## Inhalte der Weiterbildung
Zur Weiterbildungsprüfung muss man darlegen können, dass man Kenntnisse, Erfahrungen und Fertigkeiten unter anderem in folgenden Bereichen erlangt hat:
- Qualitäts- und Risikomanagement
- Methoden und Instrumente des Qualitäts- und Risikomanagements
- Grundlagen der Qualitäts- und Ergebnismessung
- Qualitätsmodelle, Darlegungskonzepte und Zertifizierungen einschließlich deren Unterschiede sowie Schwerpunkte.[1]

Die Inhalte der Musterweiterbildungsordnung sind allerdings nur eine Empfehlung für die rechtsverbindlichen Weiterbildungsordnungen der Landesärztekammern, die hiervon abweichende Regelungen treffen können.